# Hartigov plutač
Hartigov plutač (znanstveno ime Phellinus hartigii) je gliva iz rodu plutačev (Phellinus). Poimenovan je bil po Theodoru Hartigu, nemškemu botaniku in gozdarskemu znanstveniku, znanemu po svojih prispevkih k patologiji rastlin in raziskovanju gozda.

## Značilnosti
Gobe so široke od 5 do 20 cm. Mladi primerki imajo čebulasto obliko in z zrelostjo postanejo poličaste. Zunanja površina je gladka, valovita in koncentrično obarvana od sive do temno rjave barve Rastni rob je svetlejši, od belkaste do oker rjave barve. Pri starejših primerkih je zgornja površina pogosto preraščena z algami in dobi zelenkast odtenek.
Cevasta trosovnica je rjasto rjava pri mladih gobah in sivo rjava pri starejših. Cevke so dolge od 3 do 5 mm.
Meso je zelo trdo, rumenkasto rjavo in brez izrazitega okusa ali vonja.

## Razširjenost in življenjski prostor
Na severni polobli je zelo razširjen, vendar precej redek. Hartigov plutač je večletna drevesna goba, ki lahko živi več desetletij. Najpogosteje ga najdemo na jelkah, veliko redkeje na smrekah in drugih iglavcih. Je predvsem gniloživka na odmrlem lesu, včasih pa tudi zajeda še živa drevesa, ki so poškodovana ali pa so že dosegla zgornjo mejo starosti in povzroča belo gnilobo lesa. Napadeno drevo je tako oslabljeno, da se ob močnem vetru pogosto zlomi.

## Mikroskopske značilnosti
Trosni odtis je bele barve. Trosi so skoraj okrogli, gladki in merijo 6–7,5 x 5–6,5 μm.

## Podobne vrste
- bukova kresilka (Fomes fomentarius) raste na listavcih, najpogosteje na bukvi
- hrastov glivopor (Formitoporia robusta) raste predvsem na starih hrastovih drevesih
- smrekova kresilača (Fomitopsis pinicola)) ima rastni rob bolj živo rumene ali oranžno rdeče barve
- vrbov plutač (Phellinus igniarius) raste le na listavcih, predvsem na vrbah in topolih
- trepetlikov plutač (Phellinus tremulae) raste na trepetlikah

## Uporabnost
Neužiten.
Tako kot pri mnogih drugih lesnih glivah, so raziskovalci tudi pri Hartigovem plutači odkrili nekatere zanimive bioaktivne učinkovine. Ena od raziskav je odkrila edinstvene spojine z zaščitnimi učinki proti hipertrofiji srčnih celic pri podganah. Ravno tako so preučavali, kako metanolni izvleček iz Hartigovega plutača zavira odpornost proti antibiotikom pri večkratno rezistentnem sevu E. coli.